# Damasippus spatulatus
Damasippus spatulatus is een insect uit de orde Phasmatodea en de  familie Prisopodidae. De wetenschappelijke naam van deze soort is voor het eerst geldig gepubliceerd in 1937 door Piza.